# 김여진
김여진(1972년 6월 24일 ~ )은 대한민국의 배우이다.
1998년 영화 《처녀들의 저녁식사》로 데뷔한 그녀는, 2011년 이후 정치적 활동도 활발하게 하고 있다.

## 학력
- 마산여자중학교 (졸업)
- 성지여자고등학교 (졸업)
- 이화여자대학교 인문과학대학 독어독문학과 학사 (졸업)

## 정치 활동
대학생 시절에는 PD계열 운동권이었지만 대학 졸업 이후 신문도 뉴스도 보지 않고 정치에 관심을 갖지 않았고 대통령 선거에서 투표를 했는지도 기억이 나지 않는다고 말했다. 대학교 졸업 이후 노무현 전 대통령의 자살 이전에는 정치 활동을 하지 않았다. 많은 연예인들이 참여했던 2008년 촛불시위에도 참여하지 않았지만 2009년 노무현이 서거하자 5월 30일 블로그에 '슬퍼하는 것으로 다시 뵐 수 있다면...'이라는 제목의 글을 올려 애도했다. 이후 2010년에는 언론 인터뷰로 정치적 활동을 하였고 2011년에는 시위를 하며 본격적으로 정치 활동을 했다. MBC 《100분 토론》에 출연하여 이명박 정부를 비판했고 이명박의 등록금 반값 공약을 이행하라는 1인 시위를 했으며, 대학교 청소용역 직원들의 처우를 개선하기 위해 광고를 게재하기도 했다. 2011년 6월에는 한진중공업 정리해고 철회 투쟁을 촉구하며 크레인 농성에 들어갔던 김진숙 민노총 지도위원과 조합원들을 지원하는 과정에서 경찰에 붙잡혔다가 1시간여만에 풀려나기도 했다. 2012년 대한민국 제18대 대통령 선거에서 문재인 후보 지지선언을 하였고 찬조 연설을 하였다.

## 관련 사건
- 2011년 5월 18일 김여진은 자신의 트위터에 "당신은, 일천구백팔십년, 오월 십팔일 그날로부터, 단 한순간도 자유로울 수 없습니다. 아무리 발버둥 쳐도, 당신은 학살자입니다. 전두환씨"라는 글을 남겼고 화제가 되었다. 그리고 하루 뒤인 5월 19일 한나라당 자문위원 박용모는 자신의 트위터를 통하여 “김여진! 경제 학살자 김아무개 전대통령 두사람에게는 무어라 말할래? 못 생겼으면 함부로 씨부렁거리지마라?”며 “나라 경제를 죽이는 자는 나라 전체를 죽이는 학살자가 아니겠니? 아가리 닥치거라 가시내야”라고 글을 남겼고, 이에 김여진은 “맞을지도..”라는 짧은 글을 남겼다.[7] 같은 날 오후 박용모는 자신의 발언이 세간의 화제가 되자 자신의 트위터를 통하여 “개인적으로 화가 나서 막말을 좀 했다. 시끄럽게 해서 죄송하게 됐다”, “김여진 이외의 분들에 대하여는 사과드립니다”라고 남겼다.[8]

## 연기 활동

### 드라마
- 1998년 MBC 청춘시트콤 《남자 셋 여자 셋》 ... 홍경인 누나 홍세희 역
- 1998년 MBC 주간시트콤 《여자 대 여자》
- 1998년 MBC 주간시트콤 《아니 벌써》
- 1999년 MBC 단막극 《MBC 베스트극장 - 아버지의 밥상》
- 1999년 MBC 단막극 《MBC 베스트극장 - 우리들이 사랑을 말할 때 하는 이야기》
- 2000년 MBC 단막극 《MBC 베스트극장 - 너의 눈물로 나를 씻다》 ... 나연 역
- 2000년 MBC 아침드라마 《사랑할수록》 ... 송가영 역
- 2000년 KBS 일요드라마 《여비서》
- 2000년 SBS 일요드라마 《카이스트》 ... 은나영 교수 역
- 2001년 MBC 주말연속극 《여우와 솜사탕》 ... 민여옥 역
- 2002년 MBC 월화미니시리즈 《현정아 사랑해》 ... 남혜숙 역
- 2002년 SBS 주말극장 《그 여자 사람잡네》 ... 여인숙 역
- 2003년 MBC 특별기획드라마 《대장금》 ... 의녀 장덕 역
- 2003년 MBC 주말연속극 《죽도록 사랑해》 ... 이광숙 역
- 2003년 MBC 수목미니시리즈 《좋은사람》 ... 박 형사의 아내 역
- 2004년 KBS 수목미니시리즈 《두번째 프러포즈》 ... 경희 역
- 2004년 SBS 광복60년 대하드라마 《토지》 ... 강청댁 역
- 2005년 MBC 가정의달특집극 《봄날의 미소》
- 2005년 SBS 금요드라마 《사랑한다 웬수야》 ... 양순지 역
- 2005년 MBC 특별기획 주말드라마 《신돈》 ... 덕녕공주 역
- 2007년 MBC 창사46주년 특별기획드라마 《이산》 ... 정순왕후 역
- 2007년 SBS 주말 특별기획 드라마 《푸른 물고기》 ... 정연숙 역
- 2007년 KBS 2부작드라마 《우리를 행복하게 하는 몇 가지 질문》 ... 영채 역
- 2008년 KBS 월화드라마 《그들이 사는 세상》 ... 이서우 역
- 2008년 SBS 창사특집극 《압록강은 흐른다》 ... 중년 최문호 역
- 2010년 MBC 특별기획드라마 《로드 넘버원》 ... 2중대 부대원의 아내 역(특별출연)
- 2010년 KBS 단막극 《KBS 드라마 스페셜 - 빨강 사탕》 ... 민정 역
- 2011년 MBC 특별기획 주말드라마 《내 마음이 들리니》 ... 고미숙/나미숙 역
- 2014년 SBS 주말 특별기획 드라마 《엔젤 아이즈》 ... 유정화 역 (특별출연)
- 2014년 KBS2 월화드라마 《트로트의 연인》 ... 방지숙 역
- 2014년 MBN 특별기획드라마 《천국의 눈물》 ... 반혜정 역
- 2014년 MBC 월화드라마 《오만과 편견》 ... 오도정 역
- 2015년 MBC 월화드라마 《화정》 ... 김개시 역
- 2015년 KBS2 월화드라마 《발칙하게 고고》 ... 박선영 역
- 2016년 KBS2 월화드라마 《구르미 그린 달빛》 ... 김소사 역
- 2016년 JTBC 금토드라마 《솔로몬의 위증》 ... 서연 모 역
- 2017년 JTBC 금토드라마 《맨투맨》
- 2017년 KBS2 단막극 《KBS 드라마 스페셜 - 강덕순 애정 변천사》 ... 남희순 역
- 2017년 KBS2 월화드라마 《마녀의 법정》 ... 민지숙 역
- 2018년 MBC 수목드라마 《내 뒤에 테리우스》 ... 심은하 역
- 2018년 SBS 월화드라마 《여우각시별》 ... 윤혜원 역
- 2018년 SBS 월화드라마 《복수가 돌아왔다》 ... 임세경 역
- 2018년 MBC 수목드라마 《붉은 달 푸른 해》 ... 김동숙 역
- 2019년 MBC 수목드라마 《신입사관 구해령》 ... 대비 임씨 역
- 2020년 JTBC 금토드라마 《이태원 클라쓰》 ... 조정민 역
- 2020년 KBS2 수목드라마 《어서와》 ... 성현자 역
- 2020년 Netflix 오리지널 드라마 《인간수업》 … 이해경 역
- 2021년 tvN 토일드라마 《빈센조》 … 최명희 역
- 2023년 Netflix 오리지널 드라마 《정신병동에도 아침이 와요》 … 권주영 역
- 2023년 MBC 금토드라마 《열녀박씨 계약결혼뎐》 … 이미담 역
- 2024년 Netflix 오리지널 드라마 《종말의 바보》 … 여미령 역
- 2024년 MBC 금토드라마 《우리, 집》 … 소이의 어머니 역 (특별출연)
- 2025년 JTBC 토일드라마 《에스콰이어 : 변호사를 꿈꾸는 변호사들》 … 권나연 역

### 영화
- 1998년 《처녀들의 저녁식사》 ... 순 역
- 1999년 《박하사탕》 ... 양홍자 역
- 2002년 《취화선》 ... 진홍 역
- 2002년 《좋은 사람 있으면 소개시켜 줘》 ... 해인 역
- 2003년 《4인용 식탁》 ... 문정숙 역
- 2003년 《바람난 가족》 ... 호정 친구 역(우정출연)
- 2008년 《마이 뉴 파트너》 ... 정규화 역(특별출연)
- 2009년 《내 사랑 내 곁에》 ... 손영찬 박사 역
- 2010년 《채식주의자》 ... 지혜 역
- 2010년 《웨딩드레스》 ... 미자 역
- 2010년 《집 나온 남자들》 ... 신영신 역
- 2011년 《고래를 찾는 자전거》 ... 언양댁 역
- 2011년 《아이들...》 ... 종호 모 역
- 2012년 《깔깔깔 희망버스》
- 2013년 《그리고 싶은 것》 ... 그림책 구연 역
- 2018년 《살아남은 아이》 ... 미숙 역
- 2021년 《행복의 나라로》
- 2024년 《드라이브》 ... 박정숙 역

### 연극
- 2010년 《엄마를 부탁해》
- 2010년 《러브레터》

## 저서
- 2011년 《배운 녀자》 (씨네21북스)
- 2011년 《내가 걸은만큼 내 인생이다》 (한겨레출판사)
- 2012년 《연애》 (퍼블리싱 컴퍼니 클)

## 수상 및 후보
| 연도 | 시상식                     | 부문                      | 작품              | 결과 |
| ---- | -------------------------- | ------------------------- | ----------------- | ---- |
| 1998 | 제19회 청룡영화상          | 신인여우상                | 처녀들의 저녁식사 | 수상 |
| 1999 | 제7회 춘사영화제           | 새얼굴 여자연기상         | 처녀들의 저녁식사 | 수상 |
| 1999 | 제35회 백상예술대상        | 영화부문 여자 신인연기상  | 처녀들의 저녁식사 | 후보 |
| 1999 | 제36회 대종상              | 신인여우상                | 처녀들의 저녁식사 | 후보 |
| 2000 | 제37회 대종상              | 여우조연상                | 박하사탕          | 수상 |
| 2002 | 제3회 부산영화평론가협회상 | 여우조연상                | 취화선            | 수상 |
| 2002 | 제23회 청룡영화상          | 여우조연상                | 취화선            | 후보 |
| 2011 | 제20회 부일영화상          | 여우조연상                | 아이들...         | 수상 |
| 2017 | KBS 연기대상               | 여자 조연상               | 마녀의 법정       | 후보 |
| 2018 | 제2회 더 서울어워즈        | 영화부문 여우주연상       | 살아남은 아이     | 후보 |
| 2018 | MBC 연기대상               | 수목미니시리즈부문 조연상 | 붉은 달 푸른 해   | 후보 |
| 2019 | 제24회 춘사영화제          | 여우주연상                | 살아남은 아이     | 후보 |
| 2019 | SBS 연기대상               | 여자 베스트 캐릭터상      | 복수가 돌아왔다   | 후보 |